# ゲド戦記 (映画)
『ゲド戦記』（ゲドせんき、英題：Tales from Earthsea）は、アーシュラ・K・ル＝グウィンの小説『ゲド戦記』の主に第3巻の「さいはての島へ」を原作とし、また宮崎駿の絵物語『シュナの旅』も原案としたスタジオジブリ制作の日本のアニメーション映画。東宝配給で2006年7月29日に劇場公開。宮崎吾朗監督・脚本の独自解釈によるストーリーとなっている。

## 登場人物
『ゲド戦記』ではなく、絵物語『シュナの旅』がキャラクターイメージの元となっている。監督の宮崎吾朗は「『シュナの旅』の登場人物に少しずつアレンジを加えていって…『ゲド戦記』の世界に近づいた感じです」と語った。

（ ）内はその人物の真（まこと）の名。作中の世界（アースシー）では、人に真の名を教えることはその者の掌中に己の魂を委ねることと同じで、通常、真の名を隠す。
アレン（レバンネン）
主人公。エンラッドの王子。17歳。
その純粋で生真面目すぎる性格のために、世の中の暗黒に対してまで深く心を悩ませるうちに、本来は心の“光”だった彼の分身が“影”となって去ってしまう。やがて心の均衡を失い、衝動的に父王を殺害した挙句、国を捨てて失踪。放浪中に偶然ハイタカに命を救われ、ハイタカと共に、世界に異変を引き起こしている災いの根源を探す旅に同行する。
テルー（テハヌー）
ヒロイン。顔に火傷の痕がある少女。
テナーと共に作物や羊を育てて暮らしているが、特に自分の命を大切にしない人間には容易に心を開かず、両親に虐待された末に捨てられた辛い過去を持つ。ウサギとその部下につかまっていたところをアレンに助けられたが、心に闇を持ち折に触れて自暴自棄になるアレンを嫌っていた。しかし、彼もまた自分のように心に傷を負っていると知ると、徐々にアレンに歩み寄るようになっていった。清廉な心を持つハイタカには出会ってからすぐに信用し、彼のことをタカと呼び慕っている。
ハイタカ（ゲド）
アースシーの大賢人。世界の均衡が崩れつつある事を察知し、アレンと共に災いの源を探る旅に出る。頬に傷がある。
世界の均衡を崩さぬよう、みだりに魔法を使ってはならないと考えている。
テナー
ハイタカの昔なじみで、彼のよき理解者。ゲドという彼の真の名を知っている。親に捨てられたテルーを女手一つで育てている。
昔、カルガド帝国にあるアチュアンの墓地の巫女をしていた。このことは台詞のみで語られている。
映画では髪は金色だが、原作では髪は黒い。
クモ
永遠の命を得るために、禁断の生死両界を分かつ扉を開いた魔法使い。
かつて魔法を濫用したが、ゲドに阻止されたため、密かに彼に復讐する機会をうかがっている。男性だが、声優とその外見から女性的に見えるキャラクターとなっている。英語版での名前はCob。
かつて「ハブナーのクモ」と呼ばれ、人が金を払いさえすればパルンの『知恵の書』を使い、望み通りの人間をあの世から好き勝手に呼び出していた。しかし、自らの師の魂を呼び出されて憤った若き日のハイタカは、泣き喚いて必死に抵抗するクモを無理矢理に黄泉の国まで連れて行き、恐怖の底に突き落とした。その後クモは、改心を誓って西へと去ったが、その心の底ではハイタカへの復讐を強く誓っていた。
ウサギ
人狩りを生業とするクモの手下。小心者だが、クモの力をかさに着て傍若無人に振る舞う。
アレンを坊っちゃん、テルーをお嬢ちゃんと呼ぶ。これはウサギ役の声優本人が希望した呼び方らしい。英語版での名前はHare。
国王
エンラッドの賢王で、アレンの父。
賢王の名にふさわしく、国民のことを常に考えており、国土の各地から報告される異常事態を深く憂慮していた。ある夜、突如アレンに刺殺され、身に帯びていた魔法の剣を奪われる。
王妃
アレンの母。国を継ぐ者として、アレンを厳しく躾ける。いつも愛猫を抱いている。
女主人
都城ホート・タウンに住む元まじない師。今ではすっかり魔法を信じられなくなり、模造品の生地を商っている。
ハジア売り
常習すると死に至るハジア（アースシー世界における麻薬に相当する）を売りさばく売人。
アレンに気安く近づき言葉巧みにハジアを売りつけようとする。しかし、あと一歩のところハイタカに止められ、腐れて「強がるんじゃねぇよ呪い野郎、どうせお前も魔法が使えねぇんだろう」と半ば暴言のような捨て台詞を吐き捨てて走り去る。既にハジアに侵された犠牲者もいる。ハイタカ曰く「ハジアを口にすると精神が肉体から離れ、やがて最期は死」とのこと。
ルート
エンラッド国王の側近の老魔法使い。世界の均衡が崩れつつある事に憂慮している。
2人組のオバさん
テナーの家の近くに住む村人。テナーの作る薬を買っているが、内心ではテナーやテルーの事を薄気味悪がっている。なお、この2人組の動きは、「ハウルの動く城」で王宮の大階段のシーンを手がけたアニメーター、大塚伸治によるものである。
カレシン
とあるキャラクターと深い関わりのある竜。竜族の長老的な存在。終盤にイメージとして登場。

## 声の出演
| キャラクター         | 日本語版 | 英語版 |
| -------------------- | --- | --- |
| アレン（レバンネン） | 岡田准一（V6/Coming Century） | マット・ルヴァン |
| テルー（テハヌー）   | 手嶌葵 | マリスカ・ハージティ |
| ハイタカ（ゲド）     | 菅原文太 | ティモシー・ダルトン |
| テナー               | 風吹ジュン | ブレア・レスタネオ |
| クモ                 | 田中裕子 | ウィレム・デフォー |
| ウサギ               | 香川照之 | チーチ・マリン |
| 国王                 | 小林薫 | 不明 |
| 王妃                 | 夏川結衣 | 不明 |
| 女主人               | 倍賞美津子 | 不明 |
| ハジア売り           | 内藤剛志 | 不明 |
| ルート               | 飯沼慧 | 不明 |
| 2人組のオバさん      | 梅沢昌代 神野三鈴 | 不明 |
| 船に乗っていた風の司 | 加瀬康之 | 不明 |
| 国王の家臣           | 阪脩 | 不明 |
| 王宮の侍女           | 八十川真由野 | 不明 |
| ウサギの部下         | 西凛太朗 | 不明 |
| 船員                 | 宝亀克寿 白鳥哲 | 不明 |
| 役不明               | 池田勝 鵜澤秀行 田村勝彦 斎藤志郎 廣田高志 清水明彦 佐藤淳 中村悠一 杉山大 加藤英美里 木川絵理子 藤堂陽子 渡辺智美 田中宏樹 関輝雄 髙橋耕次郎 田中明生 高橋克明 櫻井章喜 鍛冶直人 西岡野人 上川路啓志 植田真介 佐川和正 細貝弘二 瀧田陶子 築野絵美 高野智美 愛佳 佐藤麻衣子 | ジェフ・ベネット スティーブ・クレイマー デイヴィッド・ロッジ トレス・マクニール ケビン・マイケル・リチャードソン ジェス・ハーネル、他 |

## 原作との相違点
本作品は原作者ル＝グウィン（以下「原作者」）による『ゲド戦記』の一連の作品を原作としており、世界観や設定、登場人物名や用語などでいくつかの共通点を持つ。その一方、原案『シュナの旅』の影響が強いため、原作とは異なる点も多い。本作品と原作ゲド戦記の主要な相違点は以下のとおりである。
影の意味
原作3巻にアレンの影は出てこない。鈴木敏夫が『ゲド戦記』のテーマに触れる入り口として導入を提案した。原作1巻の影の物語をハイタカからアレンに移植し、影の役割も変わっている。
制作者によると本作では影の意味は原作とは対照的に設定されているようである。原作では若きハイタカ（ゲド）の影が「心の闇（憎しみや傲慢）」として描かれているが、映画ではアレンの影が「心の光の存在」であるとして描かれている。
原作における影は、光を受けた時に認識することができる、様々な受入れがたい心の傷（良心の呵責など）や、結果的に自分を害することに繋がる弱い心（憎しみや傲慢など）である。原作では影は、様々なゲドの経験から蓄積された無自覚な否定したい心の部分が召喚魔法により具現化し実体を脅かす存在となり、実体であるゲドにつきまといゲドは次第に追いつめられていく。しかし、少年ゲドが影から逃げるのをやめて正面から向き合ったとき、彼は影が自分の一部であることを悟り受け入れ全き人となる。「影は自己認識へ、大人へ、光への旅の案内人なのです」（「夜の言葉」より）。
宮崎吾朗のインタビューによると、映画では悪役クモの仕業によって主人公の「心の光の部分」が切り離されて、光が肉体を追う影となってしまい、影は心の闇に支配されたアレンの実体と一つに戻ろうとして追いかけていたと説明されている。つまり、アレンの影こそが実は「心の光の存在」だった。テルーから「レバンネン、そうして命はずっと続いていくんだよ。」という言葉を聞かされ、闇に支配されていたアレンの心に「光」が戻る。
原作者は映画に対するコメントの中でアレンが分割した理由が不明確であることについて批判をしている。
アレンとゲドの関係
映画ではアレンが心の闇に支配されて国王（父）を殺害し国を出奔、そしてハイタカに出会って旅に同行するという展開になっているが、原作ではアレンは、エンラッドや諸国の異常を知らせるよう父に命じられて、ロークの大賢人たるゲドに会いに行き、そして2人で旅に出る流れになっている。
アレンの父殺し
アレンが国王である父親を殺すという設定は原作にはなく、映画オリジナルである。テルーが親から虐待されたという原作に準拠した設定ともあいまって、田を耕さずハジアを売ったり、人を売り買いする人が儲けたりなどの均衡の崩れた世界を象徴している。世界の均衡を崩し、人の頭を変にする災いの力はアレンの身にも及んでいた。
劇中、アレンが父を刺したのと同じ構図で、アレンがハイタカに斬りかかるシーンもある。2度目のハイタカに斬りかかる方は、劇中はっきりとクモに操られていることが示される。
アレンの父殺しという設定のできた経緯は、書籍「ロマンアルバム ゲド戦記」のインタビューに詳しく記述されている。発案者はプロデューサーの鈴木で、主人公の旅立ちの理由を模索していた吾朗は、「この子は父を殺しちゃうんだよ」という鈴木の一言に初め驚いたそうだが、アレンのキャラクターに合うと思い取り入れた。脚本家の丹羽圭子のインタビューでは、当初アレンはおかしくなった父親に殺されそうになり国を飛び出す、というシノプシスがあったが、鈴木が「今の時代を考えると、息子が父を刺すほうがリアルだ」と発案し、吾朗が取り入れたと言う。
アレンの父殺しの理由は劇中はっきりとは説明されず曖昧だが、宮崎吾朗はインタビューで、「アレンは父を憎んでいたわけではなく、たぶん尊敬しており好きでもあったが、自分が陥っていた閉塞感やがんじがらめな気分を抑えきれなくなり暴走し、彼を取り巻く世界、社会の『象徴』である父親に抑えきれなくなった感情の矛先が向かった」という講釈をしている。
よく父である宮崎駿と宮崎吾朗の関係になぞらえられた推察がされるが、吾朗自身は「父さえいなければ、生きられると思った。」というキャッチコピーに対しても、自分のことではない、と否定している。
韓国公開版では、この部分の台詞がカットされており、韓国の配給会社は「スタジオジブリ側で韓国的情緒を考慮し、台詞を変えることを先に要請してきた」としている一方、スタジオジブリは「セリフが変わったのは、一言で言えば韓国の配給会社側が観客を配慮したもの」と否定している。
テルーの描写
映画ではテルーは火傷の痕こそ描かれているものの、基本的にジブリ作品におけるヒロインのデザインを踏襲したものとなっている。『シュナの旅』のヒロイン、テアにも似ている。ジブリの定石である少年と少女の物語にするため、原作では5 - 6歳（4巻）なのをアレンと見た目が同年代の少女に変更。火傷の位置は原作では右半身だが、映画では左の目から頬にかけて痣状にある。
原作では「顔の半分がケロイド化して目がつぶれている」とか「手が溶けて鉤爪のようになっている」など醜悪さを表現する描写が少なくない。また原作では炎によって喉も潰れており、「テルーの唄」のような歌を歌うことも出来ないとされる。
物語の世界
映画ではホート・タウンとその周辺で物語が進められるが、原作においてはゲドとアレンは辺境の島々から死後の世界まで、アースシーの世界を縦横に横断している。
原作では肌の黒い人間がマジョリティ、白い人間はカルガド圏出身のマイノリティである。しかし、映画ではハイタカの肌がやや黒い以外は誰の肌も褐色とはおよそ言えない。原作者は物語で肌の色が濃いのは邪悪さと結びつけられる因習に批判的なため、この肌の表現にこだわりを持ち、表紙の人物のデザインについて出版社と争うこともあり、ドラマ版製作者と対立したこともある。
アニメ作品では自然の物音の音源が厳密に選定されていないことが多く、例えば、真夏の都会の真ん中でスズムシやマツムシが鳴いていたりする作品がしばしばあるが、本作では世界観に合わせて本物のヨーロッパイエコオロギの声がサンプリングされている。しかし、ヨーロッパイエコオロギは西南アジア原産である。
物語の解決
原作では、誰か悪者を暴力で倒すことによって物語の解決を図ろうとはしていない。それに対して映画では、世界の均衡が崩れつつあるのも、竜が食い合うのも悪役クモが生死両方を分かつ扉を開けた影響とされ、その悪役クモを倒すことによって、共食いをしていた竜がラストシーンで仲睦まじく天空高く飛ぶようになる姿を描き、物語は解決を見せ、終わっている。アレンはすべてのいきさつを知る大賢人ゲドと共に国へ帰る。
本作品の映画の公式パンフレットに『ハイタカはクモという魔法使いが生死両方を分かつ扉を開け、それによって世界の均衡が崩れつつあることを探り出す』と記載されているとおり、世界の均衡を崩し、人々の頭をおかしくしているのは、クモである。しかし、劇中ではクモは敗れたのみで、世界の崩れた均衡の全てが解決したかどうかは明確ではない。また、クモの台詞の中に「均衡はすでに我ら人間の手によって破壊されつつある」とあるため、クモだけが災いの原因とは言えない可能性が大きい。
劇中、世界の均衡を唯一崩せる存在は「人間」であると暗に示されており、世界の均衡を崩しているのは、本来は自分たちの物ではない物まで欲する人間の強欲な働きである。クモが不死を欲した事は均衡を崩す強欲な人間の働きの代表であるといえよう。ハイタカも過去の教訓から、均衡を崩さぬよう魔法の使用を控えている。

## 原案『シュナの旅』との関係
本作品は、プロットや部分的な絵作りにおいて、原案としてクレジットされている宮崎駿作の『シュナの旅』からの翻案が多い。その主要なものは以下のとおりである。
プロット
ストーリーの前半で、主人公の少年は悪者に捕まったヒロインの少女を助ける。そしてストーリーのラストでは、心の闇に沈んでしまった主人公の少年が、ヒロインの少女によって心の光を取り戻す。これは本作品と『シュナの旅』に共通するプロット。
人狩り
人狩りに捕まって首輪を付けられているシーン。また、人買いの車から助けられた際に、同時に枷（かせ）をはずされた同乗の犠牲者達が、再び捕まるという恐怖のために動けないでいるシーンは『シュナの旅』とほぼ同一である。
旅の風景
物語の前半で出てくる「砂漠の上に打ち捨てられた巨大船」の風景、また「人々が捨てて去った村の家を覗き込むシーン」は『シュナの旅』と構図が全く同一である。
ヤックル
アレンの（劇中ではそう呼ばれているが、姿は現生の馬とは異なる）はシュナの愛畜ヤックルに酷似している。宮崎吾朗も「あれはヤックルみたいなものです」「もののけ姫ではなくシュナの旅を参考にした」とインタビューに答えている。ただし2本の角は製作過程で取ってしまった、と言っている。

## スタッフ
| 原作                             | 原作                             | アーシュラ・K・ル＝グウィン （『ゲド戦記』清水真砂子訳・岩波書店刊） |
| 原案                             | 原案                             | 宮崎駿 （『シュナの旅』） |
| 脚本                             | 脚本                             | 丹羽圭子 |
| 音楽                             | 音楽                             | 寺嶋民哉 |
| 作画演出                         | 作画演出                         | 山下明彦 |
| 作画監督                         | 作画監督                         | 稲村武志 |
| 作画監督補                       | 作画監督補                       | 二木真希子、米林宏昌、山形厚史 |
| 原画                             | 原画                             | 田中敦子、賀川愛、山田憲一、芳尾英明、山森英司、小野田和由、松尾真理子、鈴木麻紀子、田村篤、大橋実、横田匡史、佐藤雅子、今野史枝、廣田俊輔、大塚伸治、百瀬義行、本田雄、橋本敬史、西尾鉄也、藤田しげる、黄瀬和哉、古屋勝悟、杉浦幸次、武内宣之、奥村正志、増田敏彦、森田宏幸、重田敦、八崎健二 大杉宣弘、山川浩臣、佐々木美和、浜洲英喜、橋本晋治、小西賢一 金東湜 金東俊 張吉容 |
| 動画チェック                     | 動画チェック                     | 舘野仁美、中込利恵 |
| 動画チェック補                   | 動画チェック補                   | 藤井香織 |
| 動画                             | 動画                             | 手島晶子、中村勝利、坂野方子、大村まゆみ、斎藤昌哉、アレキサンドラ･ワエラウフ、鈴木まり子、笹川周子、山田伸一郎、高橋もよ、石角安沙美、檜垣恵、三浦智子、室井康雄、北澤康幸、東裕子、松村舞子、邊恩順、洪承希、東誠子、西戸スミエ、槇田喜代子、土岐弥生、富沢恵子、矢地久子、宮田知子、太田久美子、藤森まや、椎名律子、大谷久美子、岩柳恵美子、梅林由加里、山本理恵、大友康子、渡辺恵子、山浦由加里、谷平久美子、中里舞、菅原隆人、金子由紀江、中西雅美、小山正清、福井理恵、鈴木理沙、近藤梨恵、西河広美、寺田久美子、伊藤かおり、菅原里江子、小島知之、上田祐平、大原真琴、石井邦俊、久保茉莉子、佐藤ゆきこ、中島千明、国吉杏美、松本恵、渡辺裕子、三谷暢之、茂奈保子、赤木苑緒、元矢陽子、阿比留隆彦、岩上由武、田名部節也、中野洋平、塚本歩、宮地幸浩、工藤武人、小野寺香奈、金谷智子、渋谷勤、酒井怜子、菅田朋子、近藤育代、金允智、野上麻衣子、吉田一枝、中嶋智子、持田愛、渡邊敬介、益山亮司、後藤望、西垣庄子、寺尾憲治、高野裕二、小田嶋瞳 鄭連希、金敏暻、金福心、門洪伊、趙允姫、邊恵順、金貞姫、金知恩、尹美郷、李美玉、鄭由敬、許英美、李恩敬、李炫美、李佑淵、朴景淑 |
| 作画協力                         | 作画協力                         | アニメトロトロ、中村プロダクション、スタジオたくらんけ、スタジオコクピット、オープロダクション、動画工房、竜の子プロダクション、GAINAX、ufotable、Production I.G、MADHOUSE、GONZO、DR MOVIE |
| 美術監督                         | 美術監督                         | 武重洋二 |
| 背景                             | 背景                             | 吉田昇、春日井直美、伊奈涼子、平原さやか、福留嘉一、長田昌子、矢野きくよ、増山修、大森崇、高松洋平、西川洋一、佐藤詩穂、芳野満雄、渡邊洋一、男鹿和雄、小倉宏昌、岩熊茜、伊奈淳子、太田清美、水谷利春、伊澤和代、和田典子 朴鏞、高孝淳、朴鍾任、金顯壽、朴庚淑、許順女、柳忠鉉、李準鎬、羅今英 |
| 背景協力                         | 背景協力                         | 小倉工房、ムーンフラワー、DR MOVIE |
| 色彩設計                         | 色彩設計                         | 保田道世、高栁加奈子、沼畑富美子 |
| 色指定補佐                       | 色指定補佐                       | 山田和子、古城理恵、田村雪絵 |
| デジタルペイント                 | デジタルペイント                 | 森奈緒美、高橋広美、熊倉茜、藤岡陽子、斉藤清子、石井裕章、杉野亮 T2 Studio 桐生春奈、高橋加奈子、南城久美、清水亜紀子、井上亜由美、和田佳澄、栗原梨恵、川又史恵、垣田由紀子 |
| デジタル作画監督                 | デジタル作画監督                 | 片塰満則 |
| デジタル作画                     | デジタル作画                     | 佐藤美樹、軽部優、三好紀彦、石塚直子、岩沢駿、野元力、泉津井陽一 |
| 映像演出                         | 映像演出                         | 奥井敦 |
| デジタル撮影                     | デジタル撮影                     | 藪田順二、田村淳、芝原秀典 |
| 特殊効果                         | 特殊効果                         | 糸川敬子 |
| CGエンジニア                     | CGエンジニア                     | 井上雅史 |
| 録音演出                         | 録音演出                         | 若林和弘 |
| 整音                             | 整音                             | 高木創 |
| 効果                             | 効果                             | 笠松広司 |
| 効果助手                         | 効果助手                         | 松長芳樹 |
| 効果協力                         | 効果協力                         | 山口美香 |
| 効果収録                         | 効果収録                         | デジタルサーカス |
| 録音スタジオ                     | 録音スタジオ                     | 東京テレビセンター 岩名路彦、森本桂一郎 |
| 整音監修                         | 整音監修                         | 井上秀司 |
| 光学録音                         | 光学録音                         | 上田太士 |
| デジタル光学録音                 | デジタル光学録音                 | 西尾曻 |
| ドルビーフィルム・コンサルタント | ドルビーフィルム・コンサルタント | コンチネンタルファーイースト株式会社 河東努、森幹生 |
| dtsマスタリング                  | dtsマスタリング                  | 近田まり子、相川敦 |
| キャスティング・プロデュース     | キャスティング・プロデュース     | PUG POINT・JAPAN 畠中基博、佐藤あゆみ |
| 音響制作                         | 音響制作                         | フォニシア 好永伸恵 |
| 演奏                             | 演奏                             | カルロス・ヌニェス、松本雅隆、山瀬理桜、酒井由紀子、シュルショ・ヌニェス、ジェラルド・ミューヘッド、アマリア・ネクラエシュ、東京室内楽協会、篠崎正嗣ストリングス |
| 指揮                             | 指揮                             | 高橋千佳子 |
| レコーディングエンジニア         | レコーディングエンジニア         | 大野映彦 |
| ミュージックエディター           | ミュージックエディター           | 大野直子 |
| 音楽収録                         | 音楽収録                         | ワンダーステーション、アバコクリエイティブスタジオ、サウンドインスタジオ |
| 音楽制作マネージメント           | 音楽制作マネージメント           | インスパイア・ホールディングス 藤田雅章 |
| ポストプロダクション             | ポストプロダクション             | 稲城和実、古城環、津司紀子 |
| タイトル                         | タイトル                         | 真野薫、マリンポスト |
| 編集                             | 編集                             | 瀬山武司 |
| 編集助手                         | 編集助手                         | 内田恵、松原理恵、角川桂子 |
| 制作担当                         | 制作担当                         | 渡邊宏行 |
| 制作デスク                       | 制作デスク                       | 望月雄一郎 |
| 制作進行                         | 制作進行                         | 齋藤純也、石井朋彦、伊藤郷平、仲澤慎太郎、橋本綾 |
| 監督助手                         | 監督助手                         | 居村健治、清川良介 |
| 制作業務担当                     | 制作業務担当                     | 野中晋輔 |
| 制作業務                         | 制作業務                         | 荒井章吉、川端俊之、西村義明、白木伸子、品川徹、内藤まゆ |
| プロデューサー助手               | プロデューサー助手               | 岸本卓 |
| 広報                             | 広報                             | 西岡純一、西村由美子、田村智恵子、机ちひろ、伊藤望、安野浩司 |
| 音楽著作権                       | 音楽著作権                       | 長井孝 |
| キャラクター商品開発             | キャラクター商品開発             | 今井知己、浅野宏一、安田美香、熱田尚美 |
| 出版                             | 出版                             | 田居因、渋谷美音、北沢聡子、齊藤睦志、伊平容子 |
| イベント担当                     | イベント担当                     | 橋田真、田中千義、三好寛、筒井亮子 |
| 管理担当                         | 管理担当                         | 島宮美幸 |
| 管理                             | 管理                             | 一村晃夫、伊藤久代、山本珠実、伊藤純子、藤津英子、沼沢スエ子、藤田昌子、告きよ子 |
| システム・マネージメント         | システム・マネージメント         | 北川内紀幸、佐々木さとみ、槙原彰治 |
| 海外プロモート担当               | 海外プロモート担当               | スティーブン・アルバート 武田美樹子、網崎直、井筒理枝子、落合健造、水野詠子、エヴァン・マ |
| 監査役                           | 監査役                           | 中尾博隆 |
| 協力                             | 協力                             | 山崎文雄、盛谷尚也、広瀬春奈、米澤朋子、黒河内豊、齋藤孝光、原田康久、吉池千絵、高井真一、高屋法子、森田正樹、保志忠郊、岡田知子、田中博臣、海和勝、田村和人、笠原大輔、堂園佑子、庄司明弘、小川洋之、田中良典、中脇雅裕、桝井元徳、佐多美保、米澤隆太、後藤慎司、鄭貞均 |
| 特別協力                         | 特別協力                         | ローソン、読売新聞 |
| 宣伝プロデューサー               | 宣伝プロデューサー               | 伊勢伸平 東宝 中西藍、西田信貴 ムービーアイ・エンタテインメント 岡村尚人、千賀絵里子、軽部美織、谷口智美、田中佑士、加瀬岳史 東宝アド 矢部勝、原美恵子、矢島洋、折原裕之 |
| 予告篇制作                       | 予告篇制作                       | ガル・エンタープライズ 板垣恵一 |
| 「ゲド戦記」製作委員会           | 「ゲド戦記」製作委員会           | 日本テレビ放送網 氏家齋一郎、細川知正、高田真治、大澤雅彦、門屋大輔、飯沼伸之、高田仁一郎、吉田和生、柳沢典子、平方真由美 電通 俣木盾夫、高嶋達佳、森隆一、杉山恒太郎、島本雄二、林紀夫、種村達也 博報堂DYメディアパートナーズ 佐藤孝、吉川和良、安永義郎、吉田恵、矢部征嗣 ブエナ・ビスタ・ホーム・エンターテイメント 星野康二、塚越隆行、平野舞子、岸本光司、村中優子、永見弥映子 ディーライツ 板橋徹、山本哲也、西村浩哉、田村栄作、高崎俊哉、新井紀乃 東宝 高井英幸、島谷能成、市川南 |
| 製作担当                         | 製作担当                         | 奥田誠治、福山亮一、藤巻直哉 |
| 現象                             | 現象                             | IMAGICA タイミング：平林弘明 フィルム・レコーディング：坂東真知子 カラー・マネージメント：山井哲也、松本渉 デジタルシネマ・マスタリング：岡田健 ラボ・コーディネーター：志村由布子 ラボ・マネージャー：川又武久 |
| プロデューサー                   | プロデューサー                   | 鈴木敏夫 |
| 脚本 監督                        | 脚本 監督                        | 宮崎吾朗 |
| 制作                             | 制作                             | スタジオジブリ |

## 主題歌
主題歌「時の歌」
作詞 - 宮崎吾朗・新居昭乃 / 作曲 - 新居昭乃・寺嶋民哉・保刈久明 / 編曲 - 寺嶋民哉 / 歌 - 手嶌葵
『ゲド戦記 サウンドトラック』収録。
劇中挿入歌「テルーの唄」
作詞 - 宮崎吾朗 / 作曲 - 谷山浩子 / 編曲 - 寺嶋民哉 / 歌 - 手嶌葵
プロデューサーである鈴木敏夫に参考資料として手渡された、萩原朔太郎の詩「こころ」に着想を得た宮崎吾朗が作詞。

## 公開までの流れ

### 監督就任の経緯
監督の宮崎吾朗の父親である宮崎駿は本作の古参ファンであり、その世界観に大きな影響を受けてきた。『風の谷のナウシカ』（1984年）を映画化する以前、彼は原作の出版元岩波書店に映画化を打診していたが、その当時原作者のル＝グウィンは自身の作品のアニメ化には消極的で、アニメとはディズニーのようなものだと見做しており、1990年代に再オファーするも、この時も原作者の許可は下りなかった。
2003年に『ゲド戦記』の全巻翻訳を終えた清水真砂子が原作者ル＝グウィンと面会した際に『となりのトトロ』などの宮崎作品に対し「ジブリ作品は、私の作品の方向性と同じ」と気に入っていることを述べた上で、「もし（原作者である）私の作品を映像化するとしたら、OKを出せるのはあの人だけ」と発言。清水は彼女に宮崎駿に伝えていいのか念押しし、後日スタジオジブリにそのメッセージを伝えた。宮崎駿は　「これが20年前なら、すぐにでも飛びついたのに……。」と戸惑ったが、「ハウルの動く城」を製作中だったこと、および「これまでの自作品で既に『ゲド戦記』の要素を取り入れて作ってきたから、今更できない」として、監督を断った。
しかし、本作をジブリで映画化したかったプロデューサーの鈴木敏夫は、ジブリ内で本作映画化を検討する研究会を立ち上げた。当初のスタッフは鈴木とプロデューサー石井朋彦、有力な若手アニメーターと宮崎吾朗。その時点では吾朗は美術館館長としての参加だったが、次第に研究会の中心人物として動くようになっていった。その過程で鈴木は、他のアニメスタッフではなく、吾朗を監督に起用することを画策した。発表当時のインタビューでは、「前提としてジブリの今後を考え、当の鈴木を含め駿や高畑勲が高齢であるため」と述べた。 
当初はジブリ全スタッフから「なぜ宮崎駿の息子というだけで監督なんだ」と異論を唱えられたと言う。宮崎吾朗は絵コンテやレイアウトを書きながら色々なスタッフと渡り合い、自分の能力を証明し、溶け込んでいった。また、宮崎吾朗が製作の素人だったということもあり、新たな方法論や発想が生まれることとなった。スタッフも自由に仕事が出来るようになり、鈴木敏夫は「ジブリのスタッフが持つ感性と力がうまく引き出された」と評している。

### 宮崎親子の確執
この作品については、宮崎親子に関する確執が公開前から取り沙汰されており、公開に至るまで親子間、またはジブリ内での紆余曲折が、しばしば話題にされた。
宮崎駿は、映画監督経験がない吾朗が監督に就くことに「あいつに監督ができるわけがないだろう。絵だって描けるはずがないし、もっと言えば、何も分かっていないやつなんだ」と言って猛反対した。ここで鈴木は吾朗にイメージ画を描かせ、吾朗は『竜とアレンが向き合う絵』を描きあげた。これを見た駿は唸り黙ってしまったという。そして吾朗に「お前、本当にやれるのか?」と3日にわたって何度も問いただしたが、それでも吾朗は監督をやると返答し続け、そして駿はようやく吾朗が監督するのを呑んだという。鈴木はこれを聞き、1枚描いてくれと頼み、それがホート・タウンの町の原型となるイメージ画となった。
それでも息子の仕事の進行具合が気になっている様子を見かねた鈴木が、独身社員の出会いの場を建前に駿を含む本作品の製作スタッフを集め、すき焼きパーティーを催す。その席で本作品の出来具合を（古参の）女性スタッフに訊ねると「ミヤさん（駿）が引退した後、ローンの支払いをどうするか心配をしていたが杞憂だった」と言われ、「ふざけるな！」とヘソを曲げたという。
2005年6月に鈴木と吾朗は、原作者に吾朗を監督にする了解を得るため渡米を予定していたところ、駿は「吾朗がやると決めたじゃないか」「監督というのは少しでも時間があったら、1枚でも多くの画を描くべきだ。原作者と交渉するのはプロデューサーの仕事だろう！」と一喝した。「じゃあミヤさんが来てくださいよ」と鈴木に促され、仕方なく駿と鈴木が渡米する。原作者と面会の場で、駿は昔書いた「ゲド戦記」などのスケッチを見せ、原作への思い入れや、自身への影響を熱烈に語り、スクリプトについては責任を持つということでル＝グウィンの了承を得た。なおこの際に上記「竜とアレンが向き合う絵」をル＝グウィンに見せ、駿は「この竜と少年の絵は、原作の表現と比べるとおかしいですよね？」と吾朗の解釈について批判する一幕もあった。原作者の前で、吾朗を貶める発言をする宮崎駿に対して、鈴木は「初めて宮崎を殴りたくなった」と語っている。
帰国後、駿はスクリプトの件で「あんなこと、言わなきゃよかった」と言い、その後も悩むこととなったが、結局シナリオには一切関わらなかった。ただし、脚本に行き詰まる吾朗に対し「『ゲド戦記』なんかやらずに『シュナの旅』をやればいいんだ」と助言し、それが本作の大きな指針となった。
その後も『ゲド戦記』（と息子）に対する駿の執念と確執は燻り続け、2005年暮れになって鈴木の下へ現れた駿は「今からでも間に合うから吾郎を降板させて、俺に監督をさせろ」と言い出し、鈴木を困惑させる。その時の駿案によるプロットは、老いて襤褸を纏ったゲドを基軸とする物語であった。作品が完成直前まで漕ぎ付けても息子・吾朗に対する溝は埋まらず、『ルパン三世 カリオストロの城』が公開当時に観客動員が奮わなかった上「監督1作目にしては良く出来ていた」などと評価されたことに根強い恨みを持っていた駿は、「俺も同じように“監督1作目にしては良く出来ていた”と言ってやる」と息巻いていた。ただそれは、駿が次もやろうと奮起した言葉でもあったと鈴木は語っている。
公開前には「行かない」と言っていた駿であったが、初号試写に現れ関係者を驚かせる。鈴木は「行かないと言ってたのに何故来たの？ どうせ途中で帰るんでしょ」と忠告し、事実、駿はその通りに上映途中で喫煙のために数分席を立って、「気持ちで映画を作っちゃいけない」と語った。その後試写室に戻り、試写の後「大人になってない、それだけ」と感想を述べた。
駿は初号試写を共に見た色彩設計の保田道世に、「初めてにしてはよくやったっていうのは演出にとって侮辱だからね。この1本で世の中変えようと思ってやんなきゃいけないんだから。変わりゃしないんだけれど。変わらないけどそう思ってやるのがね、映画を作るってことだから」と話している。後に駿は本作品に対し、保田を通じて「素直に描けていて良かった」との感想を吾朗に伝えた。
なお、後のジブリ作品『コクリコ坂から』では吾朗の監督起用に駿は反対していない。

## 興行と受賞
公開2日間で観客動員約67万人、興行収入約9億円を記録した。配給の東宝は初動の結果を受け、興行収入100億円超を目標に掲げたが、9月に入ると85億円に下方修正した。最終的にはそれをさらに下回る76.9億円だったが、2006年邦画興行収入1位となった。
- 第30回日本アカデミー賞 優秀アニメーション作品賞[15][16]
- 第3回文春きいちご賞 第1位
- 第3回蛇いちご賞 作品賞
- 映画芸術 2006年ワーストテン 第1位

### 再上映
2020年、新型コロナウイルスの流行によって新作映画の供給が困難になったことを受け、同年6月26日から8月まで全国の映画館で本作の再上映が行われた。元々は再上映のラインナップに入っていなかったが、プロデューサーの鈴木敏夫はコロナ禍の状況に本作のストーリーが相応しいと考えて再上映を提案した。再上映により興行収入は1.5億円上乗せされて、累計78.4億円となった。

## 日本国外での反響
第63回ヴェネツィア国際映画祭で特別招待作品として上映。映画祭での上映に対する現地の評判は最低ランクで、スタジオジブリの評価を著しく下げた。「ウニタ」紙のダリオ・ゾンダは「平板なスタイル、創造性に欠けた絵で、それはリアリズムの上に成り立つファンタジーに供する想像を生み出すことを放棄している」、キャッスルロック.itは「アニメーションはスムーズで、緻密なキャラクターデザインではあるけれども、吾朗の映画は父親の映画における創造性と物語性芸術の高みには達していない」と評した。
北米での劇場公開
北米では米SCI FI Channelによるテレビドラマ化の契約により、2006年当時、劇場公開は不可能であった。公開から4年後となる2010年8月13日より、ニューヨークやロサンゼルスなど都市部限定でPG13指定で公開となった。

### 原作者の反応
原作者のル＝グウィンは試写会後、吾朗に感想を問われ「私の本ではない。吾朗の映画だ。」と述べた。映画に対し甘い評価は下さないとの旨を発表。試写会時に挨拶のつもりで映画をほめた言動を、本人の許可をえずに吾朗がブログで紹介した事についても批判している。
その後、この発言を吾朗が無断でブログに紹介したことや、日本人ファンからのメールなどを受けて、映画に対する感想を公式に発表する。ル＝グウィンはこのコメントの中で、「絵は美しいが、急ごしらえで、『となりのトトロ』のような繊細さや『千と千尋の神隠し』のような力強い豊かなディテールがない」「物語のつじつまが合わない」「登場人物の行動が伴わないため、生と死、世界の均衡といった原作のメッセージが説教くさく感じる」などと記した。
また、原作にはない、王子が父を殺すエピソードについても、「動機がなく、きまぐれ。人間の影の部分は魔法の剣で振り払えるようなものではない」などと強い違和感を表明している。

## 国内での反響
多くの映画評論家は、この作品に厳しい評価をした。2006年度の最低映画との評価を、それぞれ独立した映画評論雑誌5誌から受けている。
『週刊朝日』『文藝春秋』『週刊新潮』『Premiere』『ぴあ』『スクリーン』『キネマ旬報』など、国内の雑誌でも評価が低い。
2008年7月11日に日本テレビの『金曜ロードショー』で地上波初放送された。近作のジブリ作品の地上波初放送の視聴率は20～30%台がほとんどだが、本作品は16.4%（関東地区・ビデオリサーチ）と低調だった。これは、翌週に放映された『となりのトトロ』（17.6%、関東地区・ビデオリサーチ）よりも低かった。
押井守は、「初監督でこれだけのものが普通の人に作れるだろうか? 合格点を与えていいだろう。次は本当の父殺しの映画を作るべきだ。」と評価した。

## テレビ放送の視聴率
| 回数 | 放送日時       | 視聴率 |
| ---- | -------------- | ------ |
| 1    | 2008年07月11日 | 16.4%  |
| 2    | 2011年07月15日 | 12.0%  |
| 3    | 2014年01月17日 | 12.6%  |
| 4    | 2018年01月12日 | 10.2%  |
| 5    | 2021年04月9日  | 8.8%   |
| 6    | 2025年03月7日  | 5.8%   |

## 挿入歌に対する批判と謝罪
『諸君!』2006年11月号誌上において荒川洋治は、「作詞者宮崎吾朗氏への疑問」と題して劇中挿入歌である『テルーの唄』に対し、「萩原朔太郎の『こころ』に、ある範囲を超えて似すぎている」「参考資料として『こころ』を詞のもとにしたならば、原詩・萩原朔太郎、編詞・宮崎吾朗とでも表記するべきで、作詞・宮崎吾朗とすることにためらいはなかったのか」との批判を行った。
2006年10月21日、『毎日新聞』はこの件につき報道した。記事の中で三田誠広は、「盗作ではないがモラルの問題として謝辞を入れるべき」「シングルCD購入者はそうであるとは分からず、先行する芸術に尊敬が欠けている」旨述べた。
2006年10月24日、鈴木敏夫は『ゲド戦記』プロデューサーとしてこの件につき声明し、「表記について思慮不足だった」との旨を述べ謝罪した。
2007年7月4日、DVD及びVHSにて発売された本作品のスタッフロールに、「『テルーの唄』の歌詞は、萩原朔太郎の詩『こころ』に着想を得て作詞されました。」との表記が追加された。
原詩との関連についてオリジナルサウンドトラック、劇場用パンフレット、公式サイト、TV番組『ゲド戦記音図鑑～テルーの唄はこうして生まれた』など、映画に関係が深い媒体では『こころ』に着想を得て作詞された旨が解説されていたが、歌そのものの媒体であるシングルCDには解説がなく、劇場公開当時のスタッフロールにも表記が無かった。
本問題については「本歌取りやオマージュであり、表記については問題がない」という見方がある。
日本の著作権法では、氏名表示権などが属する著作者人格権は著作者の死亡時点で消滅するが、権利消滅後もそれに準じた扱いが義務とされる（著作権法第60条）。

## キャッチコピー
- 「見えぬものこそ。」（糸井重里）
- 「父さえいなければ、生きられると思った。」
- 「かつて人と竜はひとつだった。」

## コマーシャル
本作品は、協賛しているアサヒ飲料の三ツ矢サイダーのコマーシャルにも起用されている。挿入歌の「テルーの唄」をバックに、テルーの声優の手嶌葵がアフレコをしている場面で、劇中のセリフを吹き込むというもの。

## 関連商品

### 作品本編に関するもの
映像ソフト
- ゲド戦記 VHS - ブエナ ビスタ ホーム エンターテイメント（2007年7月4日）
- ゲド戦記 DVD - ブエナ ビスタ ホーム エンターテイメント（2007年7月4日）
  - ゲド戦記 特別収録版 DVD - ブエナ ビスタ ホーム エンターテイメント（2007年7月4日）

- ゲド戦記 Blu-ray Disc - ウォルト・ディズニー・スタジオ・ジャパン（2011年11月16日）

出版
- さいはての島へ―ゲド戦記III― （岩波書店、1977年8月30日）ISBN 4-00-110686-8
- ソフトカバー版　ゲド戦記III さいはての島へ （2006年4月7日）ISBN 4-00-028073-2
- ゲド戦記の秘密―アースシーの歩き方 （ぶんか社、2006年7月20日）ISBN 4-8211-0912-3
- アースシーの風に乗って―映画「ゲド戦記」完全ガイド （角川書店、2006年7月29日）ISBN 4-04-853990-6
- ゲド戦記（スタジオジブリ絵コンテ全集15）（徳間書店、2006年7月31日）ISBN 4-19-862190-X
- 僕たちの好きなゲド戦記（宝島社、2006年8月13日）ISBN 4-7966-5384-8
- ゲド戦記（ジス・イズ・アニメーション）（小学館、2006年8月20日）ISBN 4-09-103807-7
- ゲド戦記の世界　「ゲド戦記」はじめて読本（近代映画社、2006年8月25日）ISBN 4-7648-2095-1
- 「ユリイカ臨時増刊号」 総特集 アーシュラ・K・ル＝グイン 『闇の左手』から『ゲド戦記』まで（青土社、2006年8月25日）ISBN 4-7917-0150-X
- ゲド戦記詩画集（宮崎吾朗／詩・絵）（スタジオジブリ、2006年8月31日）ISBN 4-19-862201-9
- ゲド戦記（徳間アニメ絵本）（徳間書店、2006年8月31日）ISBN 4-19-862202-7
- THE ART OF TALES from EARTHSEA　ゲド戦記（スタジオジブリ責任編集、徳間書店、2006年9月1日）ISBN 4-19-810011-X
- ゲド戦記 TALES from EARTHSEA（徳間書店〈ロマンアルバム〉、2006年9月1日）ISBN 4-19-720248-2
- ゲド戦記―フィルムコミック（1）（徳間書店、2006年9月1日）ISBN 4-19-770133-0
- ゲド戦記―フィルムコミック（2）（2006年9月15日）ISBN 4-19-770134-9
- ゲド戦記―フィルムコミック（3）（2006年10月15日）ISBN 4-19-770135-7
- ゲド戦記―フィルムコミック（4）（2006年10月20日）ISBN 4-19-770136-5
- Works of ゲド戦記 Digital Artwork｜STUDIO GHIBLI（ビー・エヌ・エヌ新社、2007年9月10日）ISBN 4-86100-513-2
- ゲド戦記―ジブリの教科書（14）（スタジオジブリ編、文藝春秋〈文春ジブリ文庫〉、2017年4月）ISBN 4-16-812014-7

音楽
- ゲド戦記 サウンドトラック SACD HYBRID（Stereo／Multi-ch） 徳間ジャパンコミュニケーションズ（2006年7月12日）TKGA-503
- スタジオジブリ・プロデュース 「ゲド戦記歌集」（手嶋葵）ヤマハミュージックコミュニケーションズ（2006年7月12日）YCCW-10028
- ゲド戦記　ピアノプラス（寺嶋民哉） 徳間ジャパンコミュニケーションズ（2006年11月29日）TKCA-73148

## 関連書籍
- ニュータイプ編『アースシーの風に乗って～映画「ゲド戦記」完全ガイド』角川書店（2006年）
- フィルムコミック1～4巻